# Кведа-Дзимити
Кведа-Дзимити (груз. ქვედა ძიმითი) — село в Грузии, на территории Озургетского муниципалитета края (мхаре) Гурия.

## География
Село находится в западной части Грузии, на правом берегу реки Супсы, на расстоянии приблизительно 5 километров (по прямой) к северо-востоку от города Озургети, административного центра муниципалитета. Абсолютная высота — 66 метров над уровнем моря.

## Население
По результатам официальной переписи населения 2014 года, в Кведа-Дзимити проживало 885 человек (418 мужчин и 467 женщин). В национальной структуре населения грузины составляли 99,7 %, армяне — 0,2 %, русские — 0,1 %.
| Год  | Население, человек |
| ---- | ------------------ |
| 2002 | 980                |
| 2014 | ↘ 885              |